# 高橋将一
高橋 将一（たかはし まさかづ）は、日本の実業家。埼玉県熊谷市出身。生年月日は非公開（2022年5月公開のインタビュー記事では34歳と記載されている）。
YouTuberのヒカルのマネージャーで度々YouTubeに出演している。協業でアパレルブランドReZARDの立ち上げも行う。宮迫博之のYouTubeチャンネルの管理人。2ちゃんねるの創設者のひろゆき、ヒカル、歌い手のまふまふなどが役員を務める株式会社Guildの代表取締役。
ギルドは日本最大のエージェント型クリエイター支援企業として、YouTubeチャンネルのサポート数は約400チャンネル、年商100億円オーバーという実績を持つ。株式会社サムライパートナーズ株式会社サムライパートナーズの取締役。有限会社未来検索ブラジル有限会社未来検索ブラジルの顧問。
ヒカルが所属していたYouTuberプロダクション株式会社VAZの元COO/CIOで、副社長と呼ばれていたが、2019年1月末に退職した。それ以前は1993年に発売した世界初のトレーディングカード、マジック:ザ・ギャザリングを専門で取り扱う株式会社晴れる屋の元執行役員、株式会社Sekappyの元取締役副社長なども務めていた。
妻は料理研究家・インスタグラマーでありヒカルの親戚のもあいかすみ。ヒカルのYouTubeにて入籍報告の動画がアップれされている（2021年2月16日公開）。

## 略歴
トレーディングカード「マジック:ザ・ギャザリング」を専門で取り扱う株式会社晴れる屋や会社株式会社Sekappyなどの複数の企業の経営に携わっていた。ヒカルに案件を依頼したこときっかけで、ヒカルから株式会社VAZにヘッドハンティングされ、COO/CIOに就任。VAZ社はYouTubeを中心に活動するタレントのマネジメント、主に自社所属タレントが出演するYouTube番組の運営、他社所属タレントやクライアント企業様のYouTube番組を受託運用の3つの事業を相互に連携し、タレントの中長期的な最大化やタレントの影響力を活かしたマーケティング・ソリューションをクライアント企業に提供している。
高橋は同社を2019年1月末で退職したとTwitter上で報告しており、理由は「ヒカルやカルピンのサポートを全面的に協力して欲しい」と声掛けされ、「VAZと掛け持ちでやると中途半端になると思って退職に踏み切りました」と述べている。また「今後はヒカルを生涯のパートナーと思い、全力でヒカルのバックアップに努めます」と語っており、度々YouTubeに出演するものの、基本的には裏方としてサポートしている。
2019年の9月に株式会社Guildをひろゆき、ひげおやじ、入江巨之で設立。設立への思いをYouTubeでも配信しており、動画ではプロダクション型ではなくエージェント型のサポートをクリエイターに提供することや世の中のビジネスモデルに挑戦して世の中を変えていきたいと語っている。
Guild社では2020年11月よりYouTubeで放送中ので宮迫博之、山本圭壱がMC、中田敦彦がプレゼンターを務めるトークバラエティ番組Win Win Wiiinや、宮迫博之が異種格闘の料理対決番組有頂天レストラン、セレブのご自宅に赴きブランド品の鑑定&買取わらしべ長者企画などのコンテンツを楽しく紹介する、2021年3月31日より配信されているセレブバラエティ番組ヒカルの買取鑑定団、ヒカルの買取鑑定団などの人気コンテンツのサポートをしている。
また、元NEWSの手越祐也などの人気配信者のYouTubeサポートも行っている。